# 維塔利·波塔潘科
維塔利·尼古拉耶維奇·波塔潘科（烏克蘭語：Віталій Миколайович Потапенко，1976年2月25日—），是烏克蘭前職業籃球運動員，在1996年NBA選秀大會上第12順位被克利夫蘭騎士隊所選，司职中锋；由於體型壯碩，又有綽號“烏克蘭火車”。
儘管波塔潘科的表現中規中矩，但由於接下來三名被選中的球員—柯比·布萊恩、佩賈·史托亞柯維奇、史蒂夫·奈許日後都成為了著名的明星球員，因此當年騎士隊的選秀經常被人揶揄。
球員生涯結束後，波塔潘科繼續留在NBA擔任助理教練，目前是國家籃球協會（NBA）曼菲斯灰熊隊的助理教練。

## 外部連結
- 维塔利·波塔潘科在fiba.basketball（英语）
- 维塔利·波塔潘科在archive.fiba.com（archived）（英语）
- 维塔利·波塔潘科在NBA（英语）
- 维塔利·波塔潘科在西班牙篮球甲级联赛（球員）（西班牙语）
- 维塔利·波塔潘科在Basketball-Reference.com（NBA）（英语）
- 维塔利·波塔潘科在Basketball-Reference.com（NBA教練）（英语）
- 维塔利·波塔潘科在Basketball-Reference.com（國際）（英语）
- 维塔利·波塔潘科在Sports-Reference.com（NCAA）（英语）
- 维塔利·波塔潘科在ESPN（NBA）（英语）
- 维塔利·波塔潘科在Eurobasket.com（球員）（英语）
- 维塔利·波塔潘科在RealGM（英语）
- 维塔利·波塔潘科在Proballers（英语）